# Série des stades de la LNH 2023
Navigation
2022 2024
La Série des stades de la LNH 2023 ou la Série des stades Navy Federal Credit Union 2023 de la LNH, dont le sponsor est la banque de services financiers Navy Federal Credit Union, est un match en plein air se déroulant lors de la saison régulière de la Ligue nationale de hockey (LNH). Cette série se distingue des Classiques telles que la Classique hivernale et la Classique Héritage. La rencontre opposera les Hurricanes de la Caroline et les Capitals de Washington, au Carter Finley Stadium, le 18 février 2023.

## Match
| 18 février | Hurricanes de la Caroline | - | Capitals de Washington | Carter Finley Stadium |